# Heteromysis siciliseta
Heteromysis siciliseta är en kräftdjursart som beskrevs av Brattegard 1970. Heteromysis siciliseta ingår i släktet Heteromysis och familjen Mysidae. Inga underarter finns listade i Catalogue of Life.